# Louise Obermaier
Louise Obermaier (* 13. August 1878 in Halberstadt; † 26. Juli 1969 in Schorndorf) war eine deutsche Schauspielerin und Operettensängerin.

## Leben und Wirken
Obermaier war nach einer Schauspiel- und Gesangsausbildung im Stimmfach Mezzosopran zunächst als Soubrette tätig. Sie debütierte 1895 am Stadttheater von Pilsen, zunächst in kleineren Rollen.
Nach Auskunft der Bühnenjahrbücher war sie 1899 in Breslau, 1905 an den Vereinigten Theatern Köln, 1907 am Neuen Operetten-Theater in Hamburg und schließlich 1910 in Berlin engagiert. Dort trat sie an Monti’s Operettentheater und am Theater des Westens auf. Zwischen 1920 und 1937 gastierte sie an verschiedenen Bühnen als Operettensängerin.
Vor dem Ersten Weltkrieg wirkte sie auch in Filmen mit. So stand sie bei Aufnahmen zu Tonbildern bei der Deutschen Bioscope des Julius Greenbaum und bei Oskar Messter vor der Kamera. Ihre Partner dabei waren der Tenor Albert Kutzner und der Schauspieler und Sänger Gustav Matzner. 1912 spielte sie an der Seite von Asta Nielsen in Urban Gads „Dramatischer Großstadtskizze“ Jaget til døde mit.
Schallplatten nahm sie für die Gramophone/Zonophone, Pathé und Lindströms Odeon- und Parlophon/Beka-Marke auf. Sie sang die Hanna Glawari in der ersten Gesamt-Aufnahme der Operette Die lustige Witwe bei Zonophon, und die Saffi in Der Zigeunerbaron.
Obermaier war verheiratet mit dem Tenor Albert Kutzner (1876-1937), mit dem sie Duette sang. 1937, nach seinem Tod, verließ sie Berlin und wandte sich nach Bayern, wo sie sich in Schliersee niederließ. 1954 zog sie von dort nach Schorndorf, einem Ort nahe Stuttgart, um. Ihren Lebensabend verbrachte sie im Karlsfrauenstift, einem Altenpflegeheim in Schorndorf.

## Tondokumente (Auswahl)
Disque Pathé
- Hab'n wir uns nicht schon mal kenn'n gelernt : Duett aus „Filmzauber“ (W. Kollo) Ges. von Albert Kuzner und Luise Obermaier. Disque Pathé 55720 (Matrizennummer: 89146 RA)
- Kind ich schlafe so schlecht : Duett aus „Filmzauber“(W. Kollo) Ges. von Albert Kuzner und Luise Obermaier. Disque Pathé 55719 (Matr. 88988 RA)
- Du-du-du : Duett aus „Goldner Leichtsinn“ (Charles Alfredy) Luise Obermaier & Hermann Feiner von Monti's Operettentheater - Berlin. Disque Pathé 55824 (Matr. 87790 RA)

Gramophone/Zonophone
- Gramophone Concert Record G. C. 2-44 000 (Matr. 205 s) Ich bin eine anständige Frau, aus “Die lustige Witwe” (F. Lehár)
- Gramophone Concert Record G. C. 2-44 201 (Matr. 3771 r) Ich hab das Glück ganz anders mir gedacht, aus “Walzertraum” (O. Straus)
- Zonophone X-23 302 (Matr. 12 677 u) Entrée der Liesel, aus “Schützenliesel” (Edmund Eysler)
- Zonophone X-23 365 (Matr. 12 678 u) Ich bin die Christl von der Post, aus “Vogelhändler” (Carl Zeller)

Lindström-Marken
Odeon
- Odeon A 47106 “Die lustige Witwe” (Lehár): Heia, Mädel, aufgeschaut. Louise Obermaier, Mezzo-sopran, und Albert Kutzner, Tenor, aufgen. 1. Nov. 1908
- Odeon A 47107 “Der fidele Bauer” (Fall): Wir waren unser drei, der Infanterist, der Artillerist, der Cavallerist. Louise Obermaier, Mezzo-sopran und Albert Kutzner, Tenor, aufgen. 1. Nov. 1908
- Odeon A 47108 “Der fidele Bauer” (Fall): Is man auch Bauer, Bauer, Bauer (Bauernmarsch). Louise Obermaier, Mezzo-sopran und Albert Kutzner, Tenor, aufgen. 1. Nov. 1908

alle mit Orchesterbegleitung Kapellm. F. Kark.
Beka
- Beka Grand 14 041 Wo steht denn das geschrieben? Aus “Der liebe Augustin” (Leo Fall) mit Susanne Bachrich, Sopran und Edmund Binder, Bariton. Orchesterbegleitung Kapellm. F. Kark., aufgen. 17. Februar 1912
- Beka Grand 14 042 Anna, was ist denn mit dir? Aus “Der liebe Augustin” (Leo Fall) mit Hermann Feiner, Tenor und Edmund Binder, Bariton. Orchesterbegleitung Kapellm. F. Kark., aufgen. 17. Februar 1912
- Beka Grand 14 187 Ja das haben die Mädchen so gerne, Marschlied aus “Autoliebchen” (Jean Gilbert) mit Max Kuttner, Tenor. Orchesterbegleitung Kapellm. F. Kark., aufgen. April 1912

Parlophon
- Parlophon P. 881-I (Matr. 2-1215) Trommellied aus “Bruder Straubinger” (Edmund Eysler), mit Max Kuttner, Tenor. Orchesterbegleitung Kapellm. F. Kark. Aufgen. 6. März 1912
- Parlophon P. 880-I (Matr. 2-1216) Der Zinnsoldat, aus “Mamzelle Nitouche” (Florimond Hervé), mit Albert Kutzner, Tenor. Orchesterbegleitung Kapellm. F. Kark. Aufgen. 6. März 1912
- Parlophon P. 881-II (Matr. 2-1219) Dummer Reitersmann, aus “Die lustige Witwe” (F. Lehár), mit Albert Kutzner, Tenor. Orchesterbegleitung Kapellm. F. Kark. Aufgen. 6. März 1912

## Filmografie
- 1907 Die lustige Witwe. Tonbild (mit Albert Kutzner), Deutsche Bioscope (Greenbaum)[10]
- 1908 Der Vogelhändler. Tonbild (mit Gustav Matzner), Messter's Projections GmbH.[11]
- 1911 Militärmarsch Mamzelle Nitouche. Tonbild (mit Chor), Messter's Projections GmbH.[12]
- 1912 Zu Tode gehetzt, in Dänemark Jaget til døde (mit Asta Nielsen, Regie Urban Gad) [Rolle: Frau Ernstein][13][14]